# دوايت كلينتون جونز
دوايت كلينتون جونز (بالإنجليزية: Dwight Clinton Jones)‏ هو سياسي أمريكي، ولد في 3 فبراير 1948 في فيلادلفيا في الولايات المتحدة. حزبياً، نشط في الحزب الديمقراطي.

## وصلات خارجية
- الموقع الرسمي